# Mariage du prince Albert et d'Elizabeth Bowes-Lyon
Le mariage du prince Albert et d'Elizabeth Bowes-Lyon se déroule le 26 avril 1923 à l'abbaye de Westminster, à Londres.

## Rencontre et fiançailles
Le prince Albert, duc d'York, deuxième fils du roi George V et de la reine Mary, rencontre Elizabeth Bowes-Lyon, fille du comte et de la comtesse de Strathmore et Kinghorne, à l'occasion d'une soirée donnée par lady Farquhar à Grosvenor Square, en mai 1920. Il croise à nouveau la jeune femme à l'automne 1920, lors d'une partie de chasse en Écosse, sur le domaine des Bowes-Lyon, qui le convient ensuite à passer Noël dans leur demeure de St Paul's Walden Bury (en).
Le prince exprime son désir d'épouser Elizabeth dès 1921, mais cette dernière, peu disposée à faire les sacrifices nécessaires pour devenir membre de la famille royale britannique, décline sa proposition. Dans le même temps, Elizabeth est courtisée par le prince Paul de Yougoslavie, camarade de son frère Michael, et surtout par James Stuart, écuyer du prince Albert. Voyant son fils affecté par ce refus, la reine Mary rend visite aux Bowes-Lyon en août 1921 afin de connaître la jeune femme. La reine se montre charmée par Elizabeth et déclare à son entourage : « Voici sans doute la seule personne capable de faire le bonheur de mon fils ».
En février 1922, à l'invitation de la souveraine, Elizabeth est demoiselle d'honneur au mariage de la princesse Mary, sœur du prince Albert, et du vicomte Lascelles,. Le mois suivant, Albert la demande à nouveau en mariage, ce qu'elle refuse une deuxième fois. Le frère aîné d'Albert, le prince David (futur Édouard VIII), intercède à son tour auprès d'elle pour tenter de la convaincre. Après un an, Elizabeth accepte d'épouser Albert, à sa troisième demande, en janvier 1923.

## Préparatifs du mariage
Les préparatifs des noces princières commencent dès le lendemain de l'annonce officielle des fiançailles des deux jeunes gens par Sandringham House. Le prince Albert offre à Elizabeth une bague ornée de saphirs, et le comte de Strathmore une tiare sertie de marguerites en diamants. Le roi George V fait cadeau à sa future belle-fille d'une parure de turquoises et diamants.
Malgré ces luxueux présents, le mariage d'Albert et Elizabeth revêt un caractère moins fastueux que lors des noces de la princesse Mary, l'année précédente. En effet, l'apparat du mariage de la princesse Mary, au sortir de la Première Guerre mondiale et dans un contexte de chômage élevé, avait suscité les critiques de la gauche britannique. Il est donc décidé de célébrer cette nouvelle union au sein de la famille royale avec plus de discrétion.
Le mariage du prince Albert avec une jeune fille qui n'était pas issue d'une famille princière, royale ou même anciennement régnante, est considéré à l'époque comme un geste de modernité,. Alors que la BBC, nouvellement créée, souhaite enregistrer et diffuser la cérémonie à la radio, l'archevêque de Cantorbéry oppose son veto à cette idée, craignant qu'elle ne soit suivie dans des pubs ou d'autres lieux impies, et par des auditeurs peu respectueux,.

## Cérémonie
Le mariage se déroule le 26 avril 1923 à l'abbaye de Westminster. Le cortège nuptial part vers 11 heures du no 17 Bruton Street (en), le domicile londonien des parents d'Elizabeth, escorté par quatre policiers à cheval. Arrivée à l'abbaye, la future mariée oublie de prendre son aumônière, qui lui est immédiatement rapportée par un bedeau. Inopinément, en remontant la nef au bras de son père, Elizabeth dépose son bouquet de fleurs sur la tombe du Soldat inconnu en mémoire de son frère Fergus, mort au combat en France en 1915, instaurant une tradition encore suivie lors des mariages royaux britanniques.
Elizabeth porte une robe de mariée simple et droite, d'inspiration médiévale, qui n'est pas sans rappeler celles des souveraines Plantagenêt. Réalisée selon les dessins d'Elizabeth elle-même par la couturière de la reine Mary, elle est faite de mousseline, de soie moirée et de dentelle de Nottingham, et bordée de perles et de fils d'argent. La mariée porte un long voile en dentelle de Flandre, prêté par la reine Mary. Enfin, son seul bijou est un double collier de perles. Le duc d'York porte, pour sa part, un uniforme complet du grade de Group captain de la Royal Air Force. Par son mariage, Elizabeth devient « Son Altesse Royale la duchesse d'York ».
Après la cérémonie, à l'issue de laquelle l'archevêque d'York ne manque pas de féliciter le prince d'avoir fait « un mariage selon son cœur », le couple rentre en carrosse au palais de Buckingham, où il fait une apparition au balcon pour saluer la foule. Le mariage est suivi d'un banquet de gala dont le menu adopte pour l'occasion de nouvelles appellations : consommé à la Windsor, suprême de saumon Reine Mary, côtelettes d'agneau Prince Albert, chapons à la Strathmore, et fraises Duchesse Elizabeth.

## Lune de miel
Le couple princier part en lune de miel à Polesden Lacey, une demeure cossue du Surrey, puis en Écosse, où Elizabeth contracte la coqueluche.

## Invités notables
Les huit demoiselles d'honneur d'Elizabeth sont May et Mary Cambridge, Katherine Hamilton, Mary Thynne, Diamond Hardinge, Betty Cator, et ses deux nièces Cecilia Bowes-Lyon et Elizabeth Elphinstone. Parmi les invités, le prince Albert a également tenu à faire figurer des ouvriers tirés au sort dans les usines du pays. Au cours de son homélie, l'archevêque souligne ainsi l'engagement du prince en faveur des classes populaires.